# Sebekritika
Sebekritika je vlastnost (resp. schopnost) provést kritiku své vlastní osoby, kdy si jedinec přiznává své chyby a nedostatky, de facto soudí sám sebe.